# Midnight Guest
Midnight Guest – czwarty minialbum południowokoreańskiej grupy Fromis 9, wydany 17 stycznia 2022 roku przez wytwórnię Pledis Entertainment. Płytę promował singel „DM”.

## Lista utworów
| CD | CD                                                                                       | CD                                   | CD                                                                                  | CD                                        | CD      |
| Nr | Tytuł utworu                                                                             | Tekst                                | Kompozycja                                                                          | Aranżacja                                 | Długość |
| -- | ---------------------------------------------------------------------------------------- | ------------------------------------ | ----------------------------------------------------------------------------------- | ----------------------------------------- | ------- |
| 1. | „Escape Room”                                                                            | Seo Jung-ah                          | Xelor, BYMORE                                                                       | BYMORE                                    | 3:26    |
| 2. | „DM”                                                                                     | Jo Su-jin, Gu Tae-woo                | Yi U-min "collapsedone", Justin Reinstein, Louise Frick Sveen, Caroline Gustavsson  | Yi U-min "collapsedone", Justin Reinstein | 3:24    |
| 3. | „Love is Around” (wyk. Lee Sae-rom, Song Ha-young, Jang Gyu-ri, and Lee Chae-young)      | Moon Seol-ri                         | Yi Ju-hyung (MonoTree), Sophia Pae                                                  | Yi Ju-hyung (MonoTree)                    | 3:16    |
| 4. | „Hush Hush” (wyk. Park Ji-won, Roh Ji-sun, Lee Seo-yeon, Lee Na-gyung, and Baek Ji-heon) | Jo Su-jin, Park Ji-won, Lee Seo-yeon | Nmore (PrismFilter), Park Ji-won, Lee Seo-yeon                                      | Nmore (PrismFilter)                       | 3:03    |
| 5. | „0g”                                                                                     | Yi Seul-ran                          | Park Ki-tae (PrismFilter), Shannon, Elum (PrismFilter), Lee Beom-hoon (PrismFilter) | Park Ki-tae (PrismFilter)                 | 3:16    |

## Notowania
| Lista                                 | Pozycja |
| ------------------------------------- | ------- |
| Circle Weekly Album Chart             | 2       |
| Japanese Albums (Oricon)              | 3       |
| Japanese Hot Albums (Billboard Japan) | 4       |

## Nagrody w programach muzycznych
| Program               | Data             | Źródło |
| --------------------- | ---------------- | ------ |
| The Show (SBS MTV)    | 25 stycznia 2022 | [ 5 ]  |
| Show Champion (MBC M) | 26 stycznia 2022 | [ 6 ]  |

## Sprzedaż
| Kraj             | Sprzedaż |
| ---------------- | -------- |
| Korea Południowa | 147 375  |
| Japonia          | 12 170   |